# F. Romhányi Beatrix
Fülöppné Romhányi Beatrix (Budapest, 1967) régész, történész.

## Élete
1991-ben az Eötvös Loránd Tudományegyetemen végzett régészet-latin szakon. 1994-ben a budapesti Közép-Európai Egyetem medievisztika szakán szerzett MA oklevelet. 1997-től a történelemtudományok kandidátusa. 2006-ban habilitált a Debreceni Egyetemen. MTA doktori értekezését 2015-ben védte meg.
1991-2001 között az ELTE Régészettudományi Intézetének, 2005-től a Károli Gáspár Református Egyetem BTK Történelmi Intézetének oktatója, majd egyetemi docense. 2018-tól az MTA-DE Lendület „Magyarország a középkori Európában” munkatársa. Megbízott oktató volt az ELTE-n, a Pázmány Péter Katolikus Egyetemen és a Szegedi Tudományegyetemen. Meghívott előadó volt a bécsi egyetemen és a párizsi École Normale Superieure-ön. Rövidebb ideig dolgozott a Magyar Nemzeti Múzeumban, a székesfehérvári Szent István Király Múzeumban és a Budapesti Történeti Múzeumban.
Fő kutatási területe a középkori egyháztörténet, különösen a szerzetesrendek története, a középkor gazdaság és népességtörténet, valamint a Kárpát-medence településhálózatának változásai. Kandidátusi értekezését a középkori Magyarország kolostorhálózatáról, habilitációs dolgozatát a pálos rend középkori gazdálkodásáról, MTA doktori értekezését a koldulórendek gazdálkodásáról írta.
A Régészeti Intézet tudományos főmunkatársa. A Magyar Régészeti és Művészettörténeti Társulat alelnöke, a Magyar Történelmi Társulat alelnöke, a Régészeti Tudományos Bizottság és a Magyar Régész Szövetség tagja.

## Elismerései
- 2023/2025 Szenci Molnár Albert-díj

## Művei
- 1997 Monasteriologia Hungarica Nova (kandidátusi értekezés)
- 2000 Kolostorok és társaskáptalanok a középkori Magyarországon.
- 2007 Pálos gazdálkodás a 15-16. században. Századok
- 2007 Város és birtokgazdálkodás. Pálos kolostorok Sopron környékén. Soproni Szemle, 2007/3
- 2008 A pálos rendi hagyomány az oklevelek tükrében. Megjegyzések a pálos rend középkori történetéhez. Történelmi Szemle L/3
- 2010 Domonkos kolostorok birtokai a későközépkorban. Századok
- 2014 Adózás és adómentesség - Adalékok a középkori egyházi adómentesség kérdéséhez. In: Adalékok az adózás történetéhez
- 2014 Joshua Trachtenberg(wd): Az ördög és a zsidók. A zsidók középkori képe és ennek kapcsolata a modern antiszemitizmussal
- 2018 Kolduló barátok, gazdálkodó szerzetesek. Koldulórendi gazdálkodás a késő középkori Magyarországon. Budapest
- 2019 A középkori magyar plébániák és a 14. századi pápai tizedjegyzék. Történelmi Szemle LXI/3
- 2019 Gondolatok a 14. századi pápai tizedjegyzék ürügyén. Történelmi Szemle
- 2022 A Magyar Királyság regionális különbségei a pápai tizedjegyzék keletkezése idején. Magyar Gazdaságtörténeti Évkönyv. Budapest